# Carbonzuuranhydride

Algemene structuurformule van een carbonzuuranhydride.

Een carbonzuuranhydride is in de organische chemie een functionele groep of stofklasse, die gekenmerkt wordt door de binding van 2 acylgroepen door een zuurstofatoom. Carbonzuuranhydriden vormen een basis voor de synthese van imiden.
Carbonzuuranhydride worden gesynthetiseerd middels een autocondensatie van 2 carbonzuren.

## Synthese
De vorming van een carbonzuuranhydride geschiedt volgens een welbepaalde reactie, meestal met een zuur. Een voorbeeld is de vorming van azijnzuuranhydride, waarbij difosforpentoxide als wateronttrekkende reagens wordt aangewend:
{\displaystyle \mathrm {12\ CH_{3}COOH\ +\ P_{4}O_{10}\longrightarrow \ 6\ CH_{3}C({=}O)OC({=}O)CH_{3}\ +\ 4\ H_{3}PO_{4}} }